# Фабрика (Тверская область)
Фа́брика — деревня в Максатихинском районе Тверской области, входит в состав Рыбинского сельского поселения.

## География
Деревня расположена на берегу реки Молога. 

## История
По состоянию на 1891 год жители деревни Борки Рыбинской волости Бежецкого уезда промышляли лесом, функционировала водяная мельница.
Религия
В начале XX века жители деревни Борки (Борок) были прихожанами Христорождественской церкви села Максатиха седьмого округа Бежецкого уезда Тверской епархии.
Прежние названия
Борок (Фабрика) (1859), Борки (1901), Борок (1914).

## Население
| 2008 | 2010 |
| ---- | ---- |
| 637  | ↘573 |

По состоянию на 1859 год в деревне Борок (Фабрика) («при реке Мологе») 2 стана Бежецкого уезда в 38 дворах проживали 137 человек (61 мужчина, 76 женщин), казённые крестьяне.

По данным Всероссийской переписи населения 2002 года в деревне Фабрика Рыбинского сельского округа проживали 632 человека, преобладающая национальность — русские (94 %).